# Thylane Blondeau
Thylane Blondeau, all'anagrafe Thylane Léna-Rose Loubry Blondeau (Aix-en-Provence, 5 aprile 2001), è una modella e attrice francese.

## Biografia

### Origini e vita privata
Modella dell'agenzia internazionale IMG Models, Thylane Blondeau è la figlia dell'attrice e conduttrice televisiva Véronika Loubry (nata il 22 giugno 1968) e dell'ex calciatore Patrick Blondeau.
Thylane ha un fratello minore, Ayrton (nato il 20 maggio 2007). I loro genitori, Véronika e Patrick, si sono sposati nel 2002 e hanno divorziato nel 2016.

### Carriera
Thylane Blondeau ha iniziato la carriera come modella professionista da giovanissima, all'età di 4 anni, sfilando nel 2005 per Jean-Paul Gaultier alla Settimana della moda di Parigi. Nel 2006 è stata eletta «la bambina più bella del mondo» da Vogue Enfants, supplemento del magazine Vogue Paris.
Nel 2010-2011 è stata fotografata come modella di copertina per Vogue Enfants e nell'agosto 2011, all'età di 10 anni, queste sue foto per la pubblicità con abbigliamento e trucco da adulta hanno suscitato polemiche sulla sessualizzazione precoce delle bambine sia in Francia, suo paese d'origine, che a livello internazionale. Nel marzo 2014, poco prima del suo 13º compleanno, ha ottenuto la copertina dell'importante rivista femminile francese Jalouse. In seguito è stata il volto del marchio internazionale Swildens teenager per la collezione primavera/estate 2014.
Nel settembre 2015 Thylane Blondeau ha posato per il magazine Teen Vogue. Nello stesso anno ha creato, in collaborazione con il marchio di abbigliamento Eleven Paris, una capsule collection per la linea infanzia: parte del ricavato è stato donato all'associazione internazionale Make-A-Wish Foundation dedicata ai bambini sfortunati. Nel dicembre 2015 ha debuttato come attrice recitando nel film Belle & Sebastien - L'avventura continua in cui ha ottenuto una delle parti principali, quella del personaggio di Gabrielle, e questa esperienza cinematografica ne ha aumentato la notorietà consentendole di sfilare sulle gradinate del "Palais des festivals" durante il Festival di Cannes 2016 come musa di L'Oréal; un mese dopo ha ottenuto il brevet des collèges presso il college da lei frequentato ad Aix-en-Provence.
Thylane Blondeau ha ottenuto la copertina del numero di marzo del 2016 dell'importante rivista francese di moda L'Officiel. Poco tempo dopo è diventata la musa della campagna di Paul & Joe Sister, una marca internazionale di Sophie Mechaly, per la stagione primavera/estate 2016. Paragonata dalla stampa francese a Laetitia Casta e Kate Moss per il suo impegno come modella e attrice, nel maggio 2016 ha debuttato sul red carpet internazionale affiancando Blake Lively a Cannes e ottenendo ottime recensioni.
Nel settembre 2016 ha sfilato per Dolce & Gabbana (D&G) durante la Settimana della moda di Milano per la collezione primavera/estate insieme ad Hailey Baldwin. Nel febbraio 2017 ha sfilato nuovamente per D&G durante la Settimana della moda di Milano per la collezione autunno/inverno, ed è quindi diventata la nuova musa della casa italiana sfilando per la compagna pubblicitaria intitolata «figli e figlie di», in cui è stata affiancata da Gabriel Kane-Lewis, figlio di Isabelle Adjani e Daniel Day-Lewis. Nel maggio 2017 Thylane Blondeau, a soli 16 anni, è la più giovane musa di L'Oreal a Cannes dove sfila con Elle Fanning ed Emily Ratajkowski. Nello stesso periodo Thylane ha collaborato con Barbara Palvin (per L'Oreal) e Gigi Hadid (per la IMG Models). A settembre 2018 a Milano ha sfilato per il marchio Byblos.
Oltre a quanto detto, secondo il Fashion Model Directory, Thylane Blondeau ha ottenuto tante copertine prestigiose, tra cui quelle di S Moda nel settembre 2012, di Jalouse nell'aprile 2014, di double Magazine nel settembre 2015 e di Elle nell'aprile 2019; ha posato per il catalogo internazionale di H&M per la linea dell'inverno 2016; ha partecipato, come modella protagonista, in importanti compagne pubblicitarie per Ralph Lauren, Melijoe, Eleven Paris, L'Oreal, Paul & Joe, Swidens, Feidt Parigi, Cacharel e Dolce & Gabbana (che è stata fotografata da Franco Pagetti) per la stagione primavera/estate 2017; ha posato, come modella protagonista, per importanti editorials (cioè copertina e servizio fotografico di moda all'interno del magazine), tra cui quelli di Vogue Paris, Jalouse, Teen Vogue USA , Publications, L'Officiel France, MarieClaire.it, Cosmopolitan Spaine e Elle.

## Filmografia
- Belle & Sebastien - L'avventura continua (Belle et Sébastien: l'aventure continue), regia di Christian Duguay (2015)

## Agenzie
Secondo il Fashion Model Directory, al giugno 2017 risulta che la Mother Agency (agenzia madre) di Thylane Blondeau è la IMG Models - Paris, mentre le Representing Agencies (agenzie di rappresentazione) sono le seguenti: IMG Models - New York, IMG Models - Milan, IMG Models - Barcelona & Madrid e la IMG Models - Los Angeles.
Dal punto di vista legale, secondo la stampa francese Thylane Blondeau durante la minore età è stata gestita dalla madre che quindi aveva il potere di firma sui contratti a nome della figlia.